# Оскар Ганс
Оскар Б. Ганс-і-Лопес Мартінес (ісп. Óscar B. Gans y López Martínez; 12 травня 1903 — 7 грудня 1965) — кубинський політик, дев'ятий прем'єр-міністр Куби.
Також очолював міністерство закордонних справ за президентства Карлоса Пріо.
Був одружений з Сарою Марією Гутьєррес. Від того шлюбу народився син.